# Manuel Belletti
Manuel Belletti (Cesena, Italia, 14 de octubre de 1985) es un ciclista italiano que fue profesional entre 2008 y 2021.

## Biografía
En su primer año como profesional, 2008, corrió para el equipo Androni Giocattoli, donde consiguió una etapa de la Clásico Ciclístico Banfoandes. Al año siguiente volvió a realizar una buena temporada, quedando segundo en el Giro de Toscana y en el  G. P. de Fourmies. En 2010, logró su victoria más importante al imponerse entre los escapados en el Giro de Italia, ganando en el pueblo natal de Marco Pantani.

## Palmarés
| 2007 - Trofeo Banca Popular de Vicenza 2008 - 1 etapa del Clásico Ciclístico Banfoandes 2010 - 1 etapa del Giro de Italia - Coppa Bernocchi 2011 - 1 etapa del Giro de Reggio Calabria - 1 etapa del Tour de Turquía - 1 etapa del Brixia Tour 2012 - 1 etapa de la Ruta del Sur 2014 - 1 etapa del Tour de Limousin | 2015 - Gran Premio Costa de los Etruscos - Dwars door Drenthe - 1 etapa de la Settimana Coppi e Bartali 2016 - 1 etapa de la Settimana Coppi e Bartali 2018 - 1 etapa del Tour de Langkawi - Tour de Hungría, más 1 etapa - 2 etapas del Tour de Hainan 2019 - 1 etapa del Giro de Sicilia - 1 etapa del Tour de Bretaña - 1 etapa del Tour de Hungría |

## Resultados en Grandes Vueltas
| Carrera | Carrera         | 2008 | 2009 | 2010 | 2011 | 2012 | 2013  | 2014 | 2015 | 2016 | 2017 | 2018  | 2019  | 2020 | 2021 |
| ------- | --------------- | ---- | ---- | ---- | ---- | ---- | ----- | ---- | ---- | ---- | ---- | ----- | ----- | ---- | ---- |
|         | Giro de Italia  | —    | —    | Ab.  | Ab.  | Ab.  | 144.º | Ab.  | Ab.  | Ab.  | —    | 123.º | 109.º | —    | Ab.  |
|         | Tour de Francia | —    | —    | —    | —    | —    | —     | —    | —    | —    | —    | —     | —     | —    | —    |
|         | Vuelta a España | —    | —    | —    | —    | —    | —     | —    | —    | —    | —    | —     | —     | —    | —    |

—: no participa

Ab.: abandono